# 라임에이드

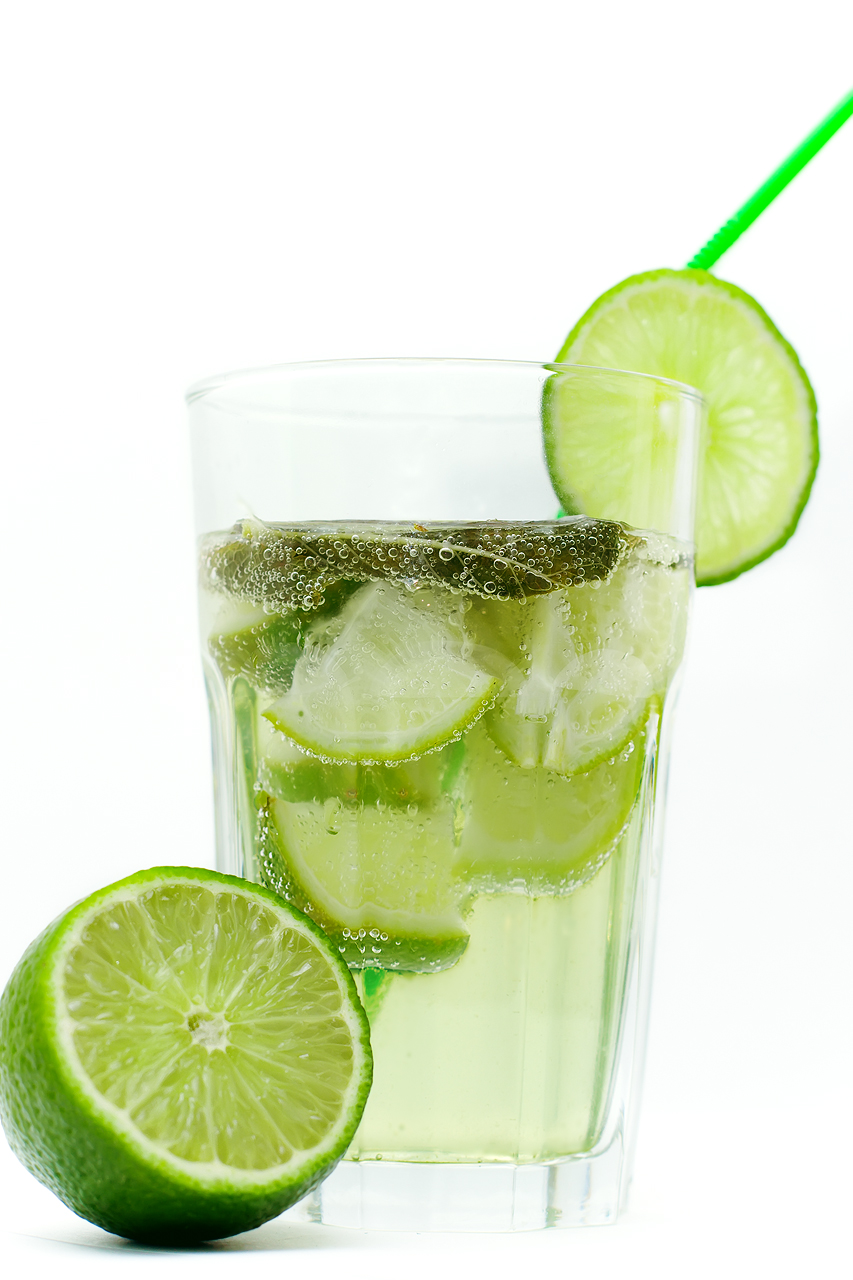
라임에이드

라임에이드(Limeade)는 라임향이 나는 음료로, 주로 라임 즙과 설탕, 물로 만든다.

## 같이 보기
- 레모네이드
- 주스 목록